# Mielichhoferia vardei
Mielichhoferia vardei là một loài rêu trong họ Bryaceae. Loài này được A.J. Shaw & H.A. Crum mô tả khoa học đầu tiên năm 1984.